# Boé
Boé település Franciaországban, Lot-et-Garonne megyében. Lakosainak száma 5784 fő (2022. január 1.). Boé Agen, Bon-Encontre, Castelculier, Lafox, Layrac, Moirax, Le Passage és Sauveterre-Saint-Denis községekkel határos.

## Népesség
A település népességének változása:
| Lakosok száma | 2633 | 3960 | 4021 | 5178 | 5486 | 5572 | 5593 | 5631 | 5639 | 5784 |
|               | 1968 | 1982 | 1990 | 2006 | 2013 | 2015 | 2017 | 2019 | 2020 | 2022 |